# Kostel svatého Bartoloměje (Trhový Štěpánov)
Kostel svatého Bartoloměje je dominantou města Trhový Štěpánov, ležící ve Středočeském kraji přibližně 10 km od Vlašimi. Jedná se o jednolodní opevněný, původně raně gotický kostel ze 13. století, neogoticky upravený v roce 1895. Jedná se o kulturní památku.

## Historie
Kostel byl postaven již někdy ve 13. století, možná na místě původní tvrze. Některé prameny odkazují na vznik tohoto kostela již v 11., či 12. století, některé ho posouvají až do století 14. Je však možné, že v Trhovém Štěpánově stál nějaký kostel již o mnoho dříve, protože historie města je o několik století starší. Za braniborských válek (1278-1283) nechal biskup Tobiáš z Bechyně postavit kolem kostela zeď opevnění na ochranu proti Braniborům a loupeživým rytířům. Tato zeď se dochovala dodnes (stav roku 2021). Mezi kostelem a hradbami tak vznikl hřbitov, který se však již dnes nepoužívá a nejsou zde patrné ani žádné náhrobky. V 1. polovině 14. století se stal kostel farním. Prvním knězem byl Jindřich z rodu vladyků z Vrapic na Rakovnicku. Kolem roku 1704 byl barokně upraven. Původní gotická okna byla roku 1704 rozšířena a oblouky nahrazeny nynějším tvarem. Tehdy byla nejspíše zvýšena loď asi o jeden a půl metru. V letech 1856-1859 byla původně horní, dřevěná část věže nahrazena zdivem v pseudogotickém slohu s hrotitými štíty v každém z boků a jehlanovou střechou. Věčné světlo bylo do kostela dáno v roce 1905. V roce 1948 byla za působení faráře P. Rudolfa Tichého dána na kostel nová krytina z obyčejných pálených tašek, o rok později stejná krytina na věž a malá věžička byla oplechována a instalovány okapové žlaby. Bylo zavedeno elektrické osvětlení a provedeny níže popsané nástěnné znaky. V roce 1972 byla vyhotovena okna se skleněnou mozaikou pražskou firmou Ústředí uměleckých řemesel podle návrhu akademického malíře Josefa Jiřičky mladšího. Roku 1980 bylo pořízeno automatické zvonění, 5 akumulačních elektrických kamen, ozvučení a současně posílení elektrického přívodu. V letech 1988–1989 byl kostel znovu renovován, interiér vymalován, zvnějšku nově omítnut a natřen bílou fasádní barvou, střecha včetně věže pokryta měděným plechem a oba kříže – na malé i velké věži zlaceny. Dne 31. prosince 2007 byla farnost Trhový Štěpánov převedena pod farnost Hrádek.

## Zevnějšek

### Areál kostela

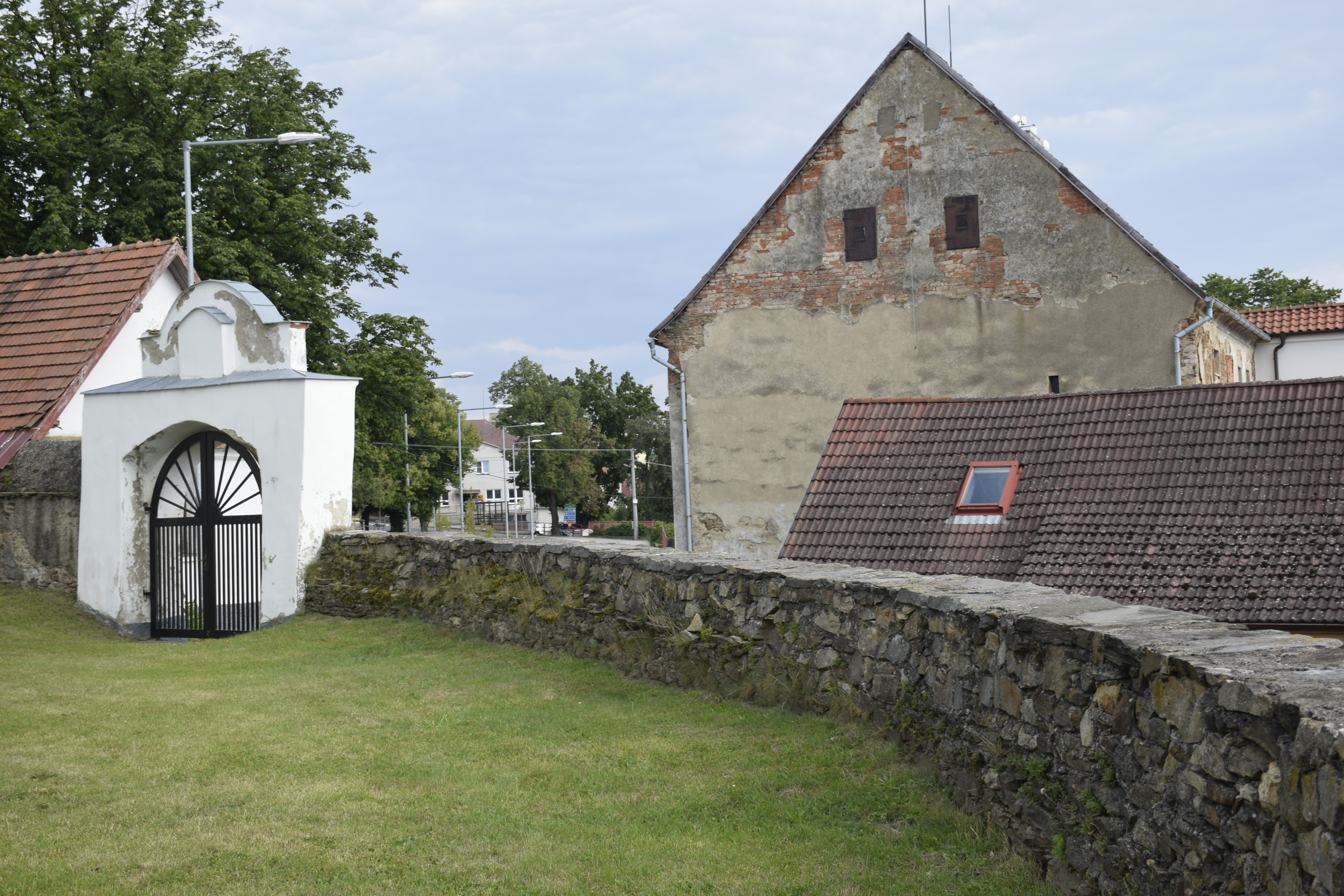
Pohled na jednu z branek, v pozadí se nachází náměstí

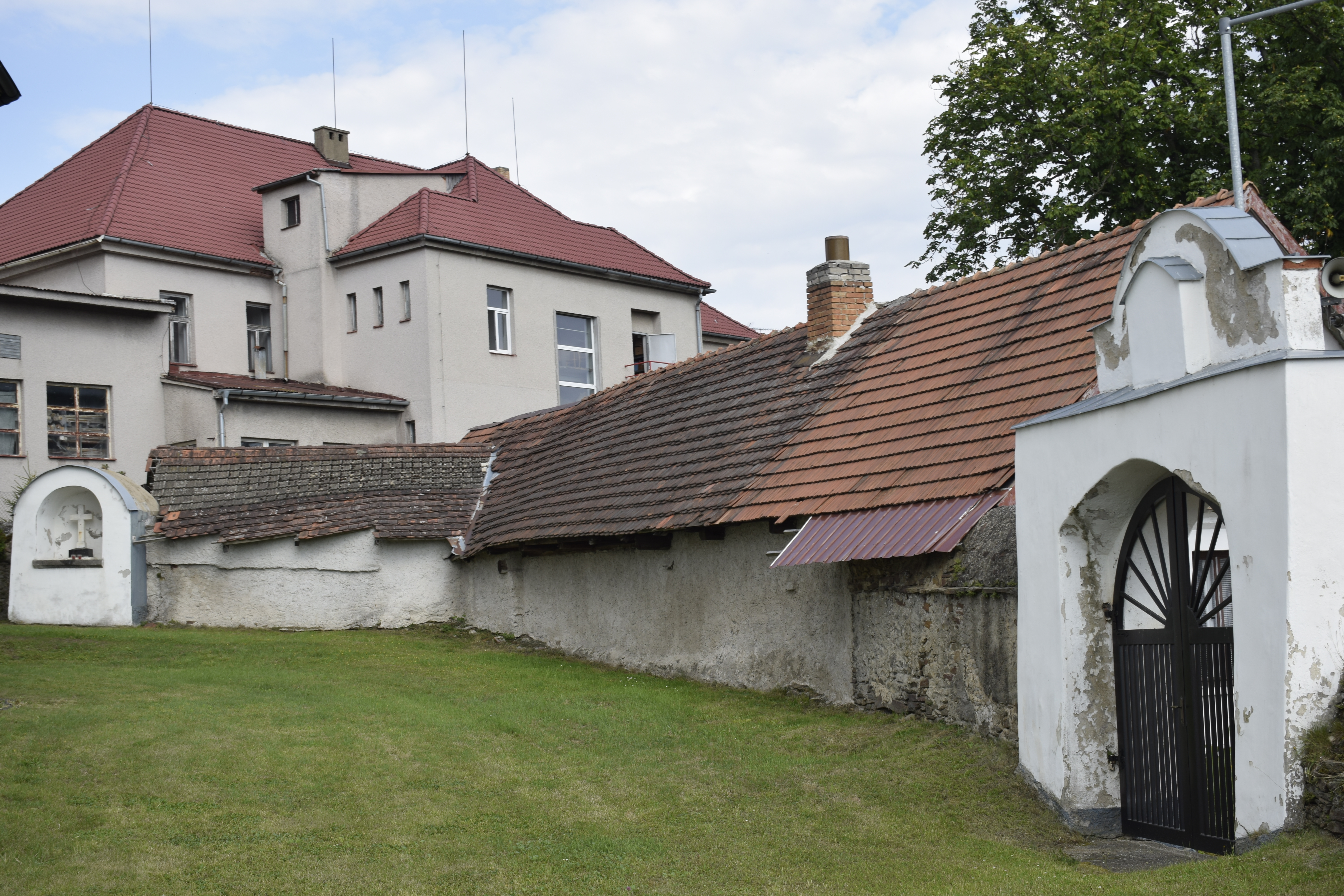
Pohled zevnitř hradeb na jednu z branek a výklenkovou kapli

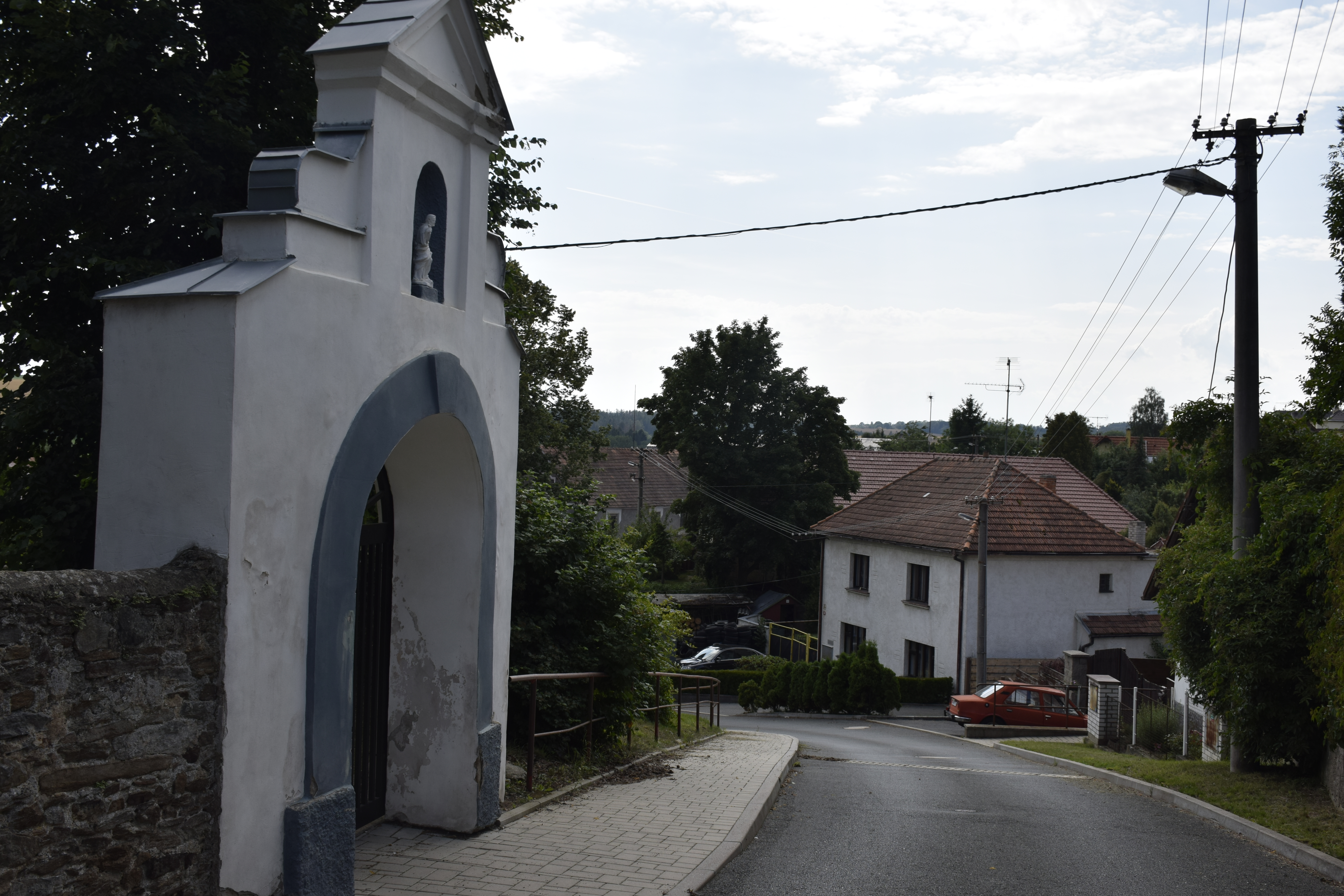
Pohled zvně hradeb na jednu z branek a na prudce klesající Farní ulici, klesání dosahuje až sklonu 15%

Oválný areál kostela, vymezený kamennou ohradní zdí prolomenou dvěma brankami s půlkruhovými portály, profilovanými štítovými nástavci a výklenkovou kaplí, je umístěn na mírném návrší. Jižní a západní úseky ohradní zdi tvoří vysokou terasu (v této části je zdivo režné). Východně od kostela je situována výklenková kaple. Na vnější straně hradeb se nachází kříž (viz část Kříž u hradeb). Některé části hradeb jsou již nahrazeny zdmi přiléhajících domů. Naproti severní brance se nachází bývalá fara. Kostel jako takový nelze přehlédnout, jelikož výrazně vyčnívá nad veškerou okolní zástavbu.

#### Kříž u hradeb
Vně hradeb se nachází kříž s nápisem „Chvála Kristu“. Městu jej věnoval štěpánovský rodák Jan Frydrych, který byl hostinským ve Vídni, a to roku 1890. Roku 1914 obnovili kříž jeho děti. Vlevo od kříže stojí vysoká lípa.

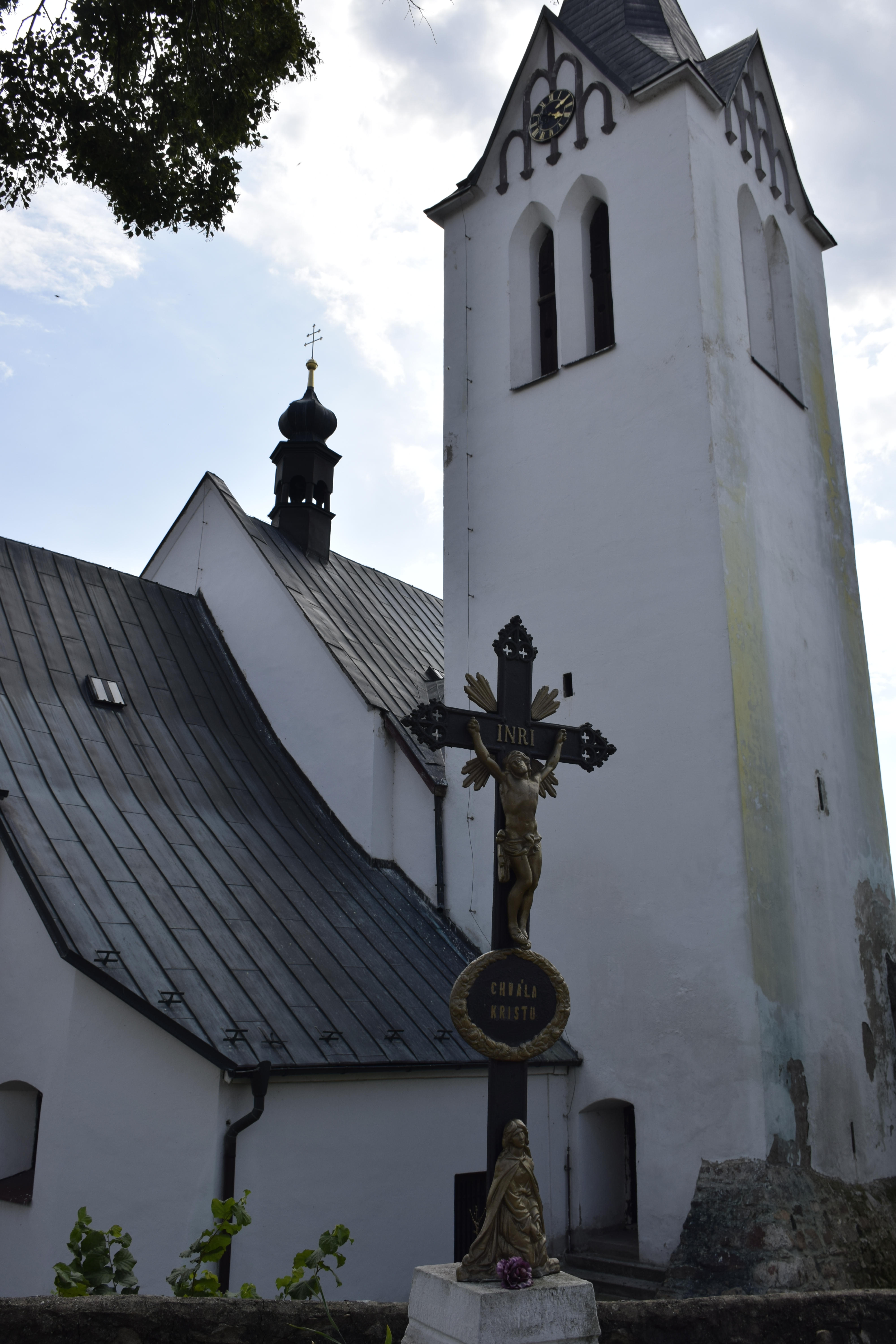
Pohled z ulice Farní, vpředu se nachází kříž

### Kostel

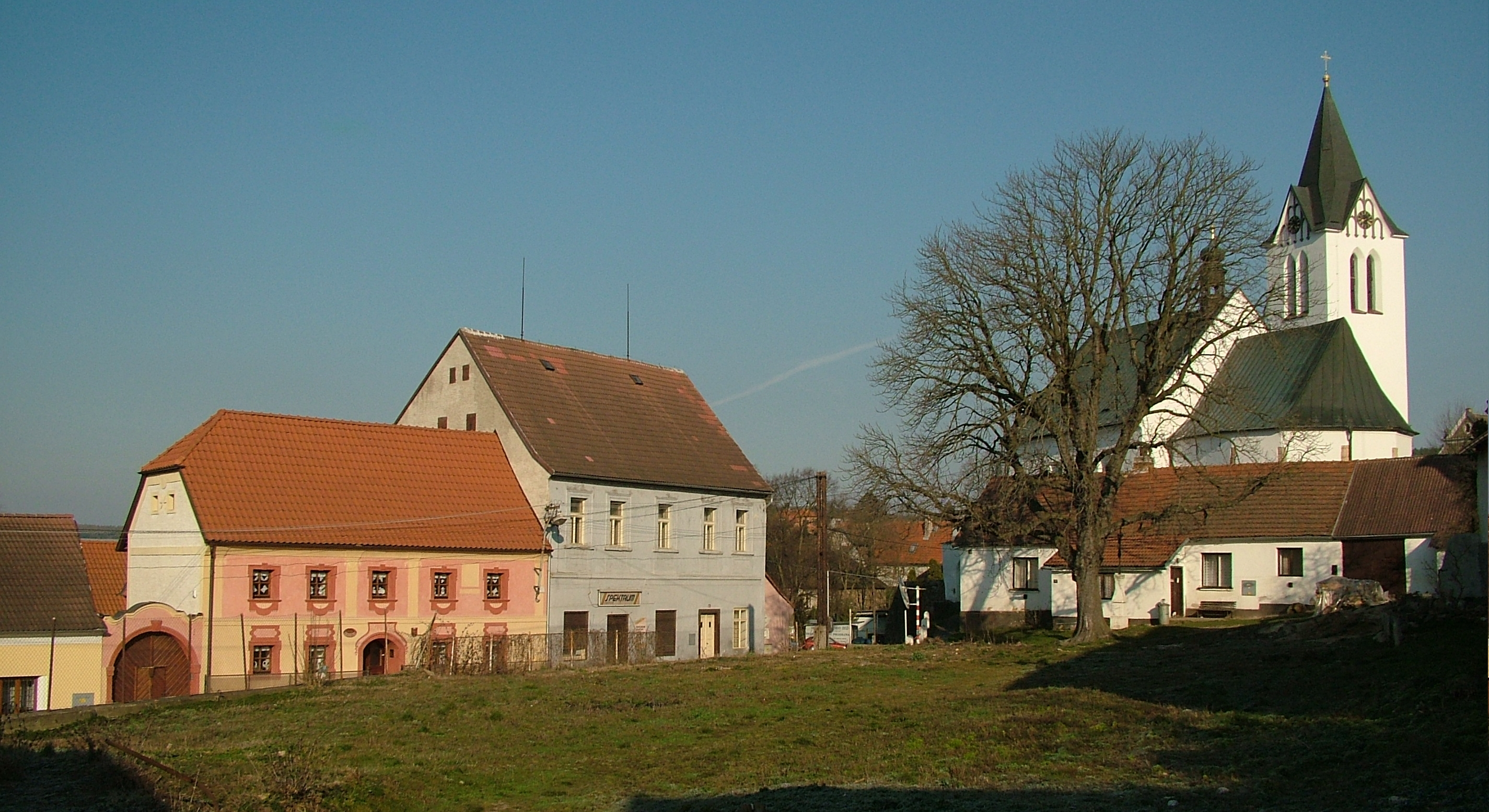
Pohled na kostel od náměstí, které se nachází na východ od kostela

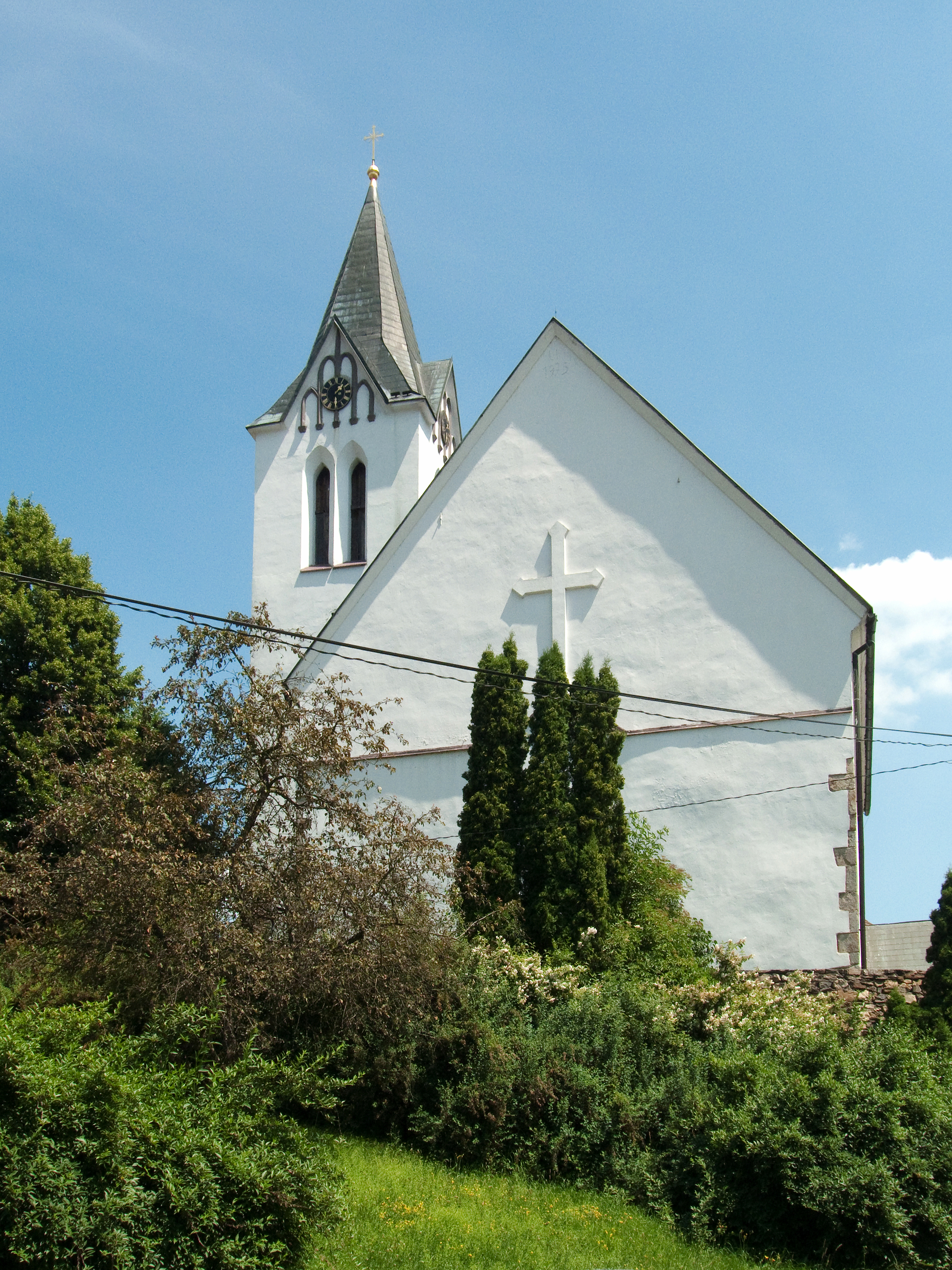
Pohled na kostel od západu, dobře patrný kříž na stěně kostela

Kostel sv. Bartoloměje je prostá, jednolodní stavba s užším pětibokým presbytářem a sakristií, a hranolovou věží o výšce 31 m. Vnější podoba kostela je prostá a bez ozdob, pouze z průčelní zdi směrem na západ vystupuje velký jednoduchý kříž. Ve třech štítech na věži jsou dnes zlacené ciferníky věžních hodin z roku 1883. Hodiny vyrobila firma Kretschmer z Prahy – Vinohrad. Severní štít je bez ciferníku. Na špičce věže je zlacená koule o průměru 45 cm a na ní je rovněž zlacený, asi 1,5 m vysoký kříž.

## Interiér
Interiér kostela je barokní a rokokový s původními gotickými prvky.

### Presbytář
Presbytář kostela je zaklenut křížovou žebrovou klenbou o dvou polích a paprsčitě v závěru. Kněžiště je oproti podlaze zbytku kostela vyvýšené. Původně bylo odděleno od lodi dřevěnou mřížkou s dvířky. Ta byla asi 70 cm vysoká ve vzdálenosti asi 3 m od hlavního oltáře. Oddělovala věřící od kněze. Když byl po druhém vatikánském koncilu zaveden do kostelů obětní stůl, byla mřížka odstraněna. Obětní stůl stojí uprostřed pod vítězným obloukem. Misijní kříž je napravo na zdi vítězného oblouku. Dva gotické výklenky, jeden vpravo od hlavního oltáře a druhý od pravého bočního oltáře, sloužívaly pro uložení obětních darů. Věčné světlo je z roku 1905. Z presbytáře je možno vejít do sakristie. Nad tímto vstupem se nachází erb rodu Malovců s nápisem „Anno domini 1592“.

#### Hlavní oltář
Hlavní oltář je z roku 1724 a zhotovil jej řezbář Jan Zelenka z Nesper. Obraz sv. Bartoloměje na tomto oltáři namaloval v roce 1859 tehdy 16letý chlapec Alfréd Doudlebský. V horní části oltáře je sousoší Nejsvětější Trojice, po stranách pak sochy sv. Apoleny a sv. Barbory. Oltář byl pozlacen v roce 1950. Druhý obraz sv. Bartoloměje od místního rodáka, akademického malíře Josefa Tříšky, je z roku 1912 a najdeme jej v sakristii.

#### Kazatelna
Kazatelna je z roku 1737 a byla zdobena soškami stejně jako boční oltáře. Na kazatelně jsou výjevy starozákonních biblických událostí: Abraham, který obětuje svého syna Izáka, Mojžíš, který udeřil holí do skály, z níž vytryskl mohutný proud vody, a posléze rovněž Mojžíš, který vyzdvihl na kůl měděného hada.

#### Křtitelnice
Na pravé straně u oltáře je původní gotická křtitelnice, vzadu za hlavním oltářem pak dodnes užívaná křtitelnice od Jana Zelenky.

#### Portál neboli vítězný oblouk
Portál (zvaný též vítězný oblouk) je gotický a jsou na něm vyobrazeny hlavy starozákonních proroků. Pod obloukem jsou pohřbeni páni z rodu Malovců.

### Chrámová loď
Chrámová loď má na rozdíl od presbytáře plochý strop. Zdi jsou vyzdobeny nástěnnými malbami znaků. Napravo od okna sv. Prokopa je znak papeže Jana Pavla II. Nad levým bočním oltářem je znak arcibiskupa Josefa Berana. Nad pravým oltářem je znak Arnošta Albrechta hraběte z Harrachu a na zdi mezi okny sv. Ludmily a sv. Václava znak kardinála Františka Tomáška. Hlavní lustr má 15 svíček a daroval jej patron kníže Auersperg. Později byl do něj zaveden elektrický proud.

#### Vedlejší oltáře
Již ve středověku se v tomto kostele nacházelo více oltářů, ke kterým byli přiděleni kaplani. Dva boční oltáře po stranách triumfálního oblouku jsou z doby po roce 1750, rokokové, panelové, s okrajovým ornamentem a soškami po stranách. Oltář s obrazem Panny Marie s malým Ježíšem je na levé straně, na pravé straně je oltář s vyobrazením sv. Josefa. Oba obrazy namaloval v letech 1892 a 1893 Josef Tryslík, knížecí zámecký správce z Vlašimi.

#### Gotický nápis
Nad pravým bočním oltářem je nápis v gotickém písmu, který byl objeven stejně jako fresky v roce 1949. Má tento text: „Kaž Slovo Boží, nastupuj buď vděk nebo nevděk, tresci, kárej, napomínej se vší snažností učení. Nebo nastane den, kdy zdravého učení nebudou chtíti snášeti. Amen. Slovo Boží zůstane na věky.“ (Bible, List Timoteovi 4,2 a 1. list Petrův 1,15.). Vedle pravého bočního oltáře je malá tabulka, kde je gotický text přepsán soudobým písmem.

#### Lavice a zpovědnice
Lavice jsou ve dvou oddílech po šesti řadách a pod kůrem 3 řady. Do každé lavice se vejde 4 až 5 osob. Zpovědnice stojí u vchodu na kůr.

#### Varhany
Varhany jsou z roku 1908 od firmy Josef Novák z Tábora. Byly pořízeny za tehdejších 2190 korun. Anna Klinkerová, rozená Simandlová, manželka mlynáře z čp. 124, darovala 1357 korun a zbytek uhradili věřící ze sbírek. Zatím poslední oprava varhan proběhla v roce 2014.

#### Okna
V roce 1972 byla stará okna vyměněna za nová ze skleněné mozaiky. Návrh vypracoval akademický malíř Josef Jiřička a realizovala jej tehdejší pražská firma Umělecká řemesla. Při vstupu do chrámové lodě, na severní zdi je okno se zpodobněním sv. Prokopa, v presbytáři jsou vyobrazeni sv. Jan Nepomucký, blahoslavená Anežka Česká, která byla svatořečena až v roce 1989, a sv. Vojtěch, na jižní zdi pak sv. Ludmila a sv. Václav.

#### Křížová cesta
Křížová cesta je z roku 1873, a nechala ji pořídit tabáčnice Alžběta Klinkerová ze Štěpánova u firmy Lehman v Praze. V roce 1874 ji posvětil františkánský kvardián pátek Švarc ze Zásmuk.

#### Vchody
Všechny kostelní dveře jsou nové, vyrobili je Jaroslav Růžek z Dubějovické ulice a Josef Hejný z ulice V Belíce za působení faráře P. Bořivoje Bělíka. Do kostela se původně vstupovalo z jižní strany, kde je dnes malá kaple Božího hrobu. O Velikonocích je zde Boží hrob, v době vánoční se zde vystavuje betlém a během roku je zde stánek pro sošku Panny Marie Lurdské. Je tu zachován původní gotický portál. Dříve se totiž do kostela chodívalo z jižní strany a vystupovalo se do chrámové lodě po schodech jako do nebe. Vlevo od bývalého vstupu je původní kropenka. (Při pohledu od současného vchodu je na pravé straně tohoto portálu.) Dnes (stav rok 2021) se do kostela vchází severním vchodem. Západní vchod se nepoužívá.

### Sakristie
Sakristie se nachází po pravé straně presbytáře a má valenou klenbu.

### Věž
Hranolová (hlavní) věž stojí po severní straně lodi a není volně přístupná. Nacházejí se zde 4 větší zvony. Nad chrámovou lodí se nachází sanktusník, kde je umístěn jeden malý zvon. Dříve ve věži nebylo osvětlení, bylo zavedeno až v roce 1977.

## Zvony
Kostel sv. Bartoloměje v Trhovém Štěpánově má v dnešní době čtyři funkční zvony. Jaké ladění mají není známo. Do roku 1980 se zvonilo ručně. V roce 1980 bylo ruční zvonění nahrazeno elektrickým ovládáním ze sakristie, a poté již zvonění obstarávala automatika.

### První zvon
Podle pověsti daroval první zvon do štěpánovského kostela pražský biskup Šebíř (Severus), který doprovázel českého knížete Břetislava s jeho vojskem až do polského města Hnězdna roku 1039. Jednalo se tedy o válečnou kořist. Tento zvon byl přelit roku 1824 Karlem Bellmannem v Praze jako zvon sv. Jana Křtitele, ale za 1. světové války byl zabaven pro válečné účely.

### Zvon sv. Bartoloměje
Největší zvon je zasvěcen patronu kostela sv. Bartoloměji. Váží úctyhodných 1414 kg a kolem koruny má staročeský nápis. V novodobém jazyce má toto znění: „Léta Páně 1552 tento zvon slit jest ke cti a chvále Boží, Panně Marii a sv. Bartoloměji za panování urozeného Zdenka Zruckého ze Chřenovic skrze mistra Stanislava z Prahy“. Uprostřed tohoto zvonu je latinský nápis, který zní v češtině takto: „Ó vy všichni, kteří jdete cestou, pozorujte a vizte, je-li bolest jako bolest má.“ (Pláč Jeremiášův 1,12). Jeho srdce váží 90 kg. Za 1. sv. války měl být zabaven, ale tehdejší starosta hasičů a řídící učitel Bohumil Křečan tomu dokázal zabránit tak, že zajel do Prahy a odtud přivezl doklad, že zvon, který již byl sňat z ložisek, může být znovu zavěšen a užíván ke zvonění.

### Zvon Monika neboli Mamona
Další zvon pochází z roku 1551, je tedy nejstarším z nich. V roce 1943 byl tento zvon odvezen do Prahy. Na Maninách bylo tehdy velké skladiště sebraných zvonů snad z celého Protektorátu Čech a Moravy. Pracovník, který vybíral zvony k roztavení, vybíral k tomu účelu zvony nejmladší, takže byl tento zvon uchován. Po skončení války dojeli na Maniny pro zvon pánové Antonín Albrecht a Josef Prokop, našli jej, ale nebyl jim vydán. Teprve po předložení dokladu z farního úřadu v Trhovém Štěpánově si jej mohli odvézt. Původně měl být převezen koňským povozem, ale nakonec jej dovezli nákladním autem mlékaři při jedné z cest do obce. Jednoho nedělního odpoledne jej odnesli čtyři zdejší občané (Antonín Albrecht, Josef Prokop, Antonín Šamša a Jaroslav John) po schodech do věže. Zvon byl ihned zavěšen, takže během hodiny jej mohli štěpánovští opět slyšet.

#### Pověst o Pešíku Vydřiduchovi z Řimovic
Zvon Mamona daroval vladyka Pešík z nedalekých Řimovic. Byl to člověk nesmírně lakomý, který poddané vydíral nejhorším způsobem. Ti si na něj stěžovali arcibiskupovi Janu Očkovi z Vlašimě, který je zavedl ke králi Karlu IV. Když se vrátili domů, začal je Pešík surově vyslýchat, ale jeden z nich ho neohroženě okřikl, že jsou pod ochranou krále. Dal je zavřít a rozhodl se, že odjede ke své provdané dceři do Zruče. Brzy na to přijelo do Řimovic královské poselstvo a teprve tehdy se Pešíkův syn dověděl, proč otec tak rychle a náhle odjel. Král nařídil Pešíkovi, aby zanechal svého způsobu života, vrátil nespravedlivě nabytý majetek, poddané prohlásil za svobodné a ostatním snížil robotu na polovinu. K jeho jménu se navždy připojuje přídomek Vydřiduch. A pro usmíření Boží musí dát vladyka ulít zvon s nápisem „Tento zvon slove Mamona“ a zavěsit ho v některém blízkém kostele. Jestliže se nepodrobí, půjde před zemský soud. Syn poslal do Zruče pro otce, ale v soutických lesích byl Pešík přepaden a okraden o koně i o peníze, které měl s sebou v truhličce. Když se zdrcen vrátil zpět domů, rozhodl se, že předá vládu svému synovi a dožije v soukromí. Jeho syn dal zavěsit v Trhovém Štěpánově zvon, který je zde dodnes. Váží okolo 100 kg a má okolo koruny skutečně nápis: „Tento zvon slove MAMONA“. Jinak se nazývá Monika. Ovládal se dole u schodů do věže prodlouženým provazem. Je užíván jako zvon oznamující úmrtí, tedy umíráček.

### Zvon sv. Václav
V roce 1980 byl pořízen nový zvon zasvěcený sv. Václavu. Je na něm nápis: „Svatý Václave, nedej zahynouti nám ni budoucím“. Byl odlit v dílně Josefa Tkadlece v Halenkově na Valašsku a váží asi 420 kg.

### Zvon sv. Prokop
O dva roky později byl pořízen v téže zvonařské dílně čtvrtý, menší zvon, vážící asi 200 kg a je zasvěcen sv. Prokopovi. Zvoní se jím „klekání“. Tyto dva zvony byly zavěšeny do věže za působení faráře P. Bořivoje Bělíka, který ve zdejší farnosti působil v letech 1970 až 1994.

### Zvon sv. Václav
V roce 1928 byl pořízen a vážil 780 kg. Stejně jako zvon Monika byl zabaven pro válečné účely za 2. sv. války a byl vrácen. Dnes (stav roku 2021) již však v kostele není.

### Zvon Panny Marie
Tento malý zvon zasvěcený Panně Marii byl zavěšen v sanktusníku a vážil asi 30 kg. Zvonilo se jím při příchodu kněze k oltáři a v průběhu mše svaté při pozdvihování kalicha. Táhlo zvonku viselo skrz strop do prostoru lavic. I tento malý zvonek byl zabaven v roce 1943, ale po válce už nový nebyl zhotoven.

## Působící faráři
Od roku 1345 až po rok 2007 se zachovala jména celkem 41 farářů, kteří zde působili.

### Působící kněží
Momentálně (stav roku 2021) v kostele působí dva kněží: P. Mgr. Jiří Ptáček, MIC, farář farnosti Hrádek a P. Mgr. Jerzy Cymanowski MIC, farní vikář.

### Nejdéle působící
- Josef František Štěpán, 42 let (1849–1891)
- Mikuláš, 35 let (1385–1415)
- Lukáš Josef Švejnoha, 34 let (1710–1744)
- František Bejček, 27 let (1891–1918)
- Bořivoj Bělík, 24 let (1970–1994)
- Štěpán Antonín Beneš, 20 let (1798–1818)
- Václav Jan Šlechta, 19 let (1664–1668, 1675–1683 a 1690–1697)
- Alois Jiřičný, 17 let (1929–1946)
- Václav Cikhart, 16 let (1820–1836)

Prvním z místních farářů, který se stal doktorem teologie, byl děkan Josef Babka, který působil ve zdejší farnosti v letech 1994 až 2001.

## Zajímavosti
- Zdi jsou neobvykle tlusté, mají až 147 cm[1]
- Než byla ve městě zavedena požární siréna (1949) , zvonilo se i při vzniku požáru a to velkým zvonem tzv. šturmováním, což bylo přerušované zvonění s vynecháním každého druhého úderu srdce na těleso zvonu[1]
- Ruční zvonění na velké zvony, které se zde provozovalo až do roku 1980 zvoníkům dosti poškozovalo sluch, takže museli používat proti hlukové zátky[1]
- Poslední zvoník (Antonín Albrecht) v tomto kostele vykonával tuto práci celých padesát let od roku 1937 až do roku 1987. O této doby již pozice zvoníka zanikla[1]

## Památková ochrana
Předmětem ochrany je kostel, prostor uvnitř hradeb a hradby s branami a výklenkovou kaplí.

## Bohoslužby
Aktuální informace o bohoslužbách poskytují stránky farnosti.

### Nedělní
Každou neděli v 8:30.

### Ve všední dny
Vždy v pondělí, úterý a pátek v 18 hodin.

## Kostel v literatuře
- Trhový Štěpánov: knížka o obci s dlouhou a zajímavou historií, s tvořivou současností i mnoha zajímavostmi (Jaromír Vlček, 2005)